# Indiana megye
Indiana megye az Amerikai Egyesült Államokban, azon belül Pennsylvania államban található. Megyeszékhelye és legnagyobb városa Indiana. Lakosainak száma 83 246 fő (2020. április 1.). Indiana megye Jefferson, Clearfield, Armstrong, Westmoreland és Cambria megyékkel határos.

## Népesség
A megye népességének változása:
| Lakosok száma | 88 797 | 88 497 | 88 143 | 87 745 | 86 966 | 83 246 |
|               | 2010   | 2011   | 2012   | 2013   | 2015   | 2020   |